# 硫酸氧钒
硫酸氧钒(IV)，VOSO4，是钒的一个常见无机化合物。以三水合物和五水合物最为常见，而六水合物仅在13.6°C下存在。市售品的则未指定结晶水含量。这种极易潮解的蓝色固体是实验室中钒的常见来源，且表现出高度的稳定性。它的特征离子氧钒根（VO2+），被称为“最稳定的双原子离子。”
硫酸氧钒是石油提取钒的中间产物，也是钒最重要的商业来源。硫酸氧钒也是一些食品添加剂和化工药品的组成成分。且硫酸氧钒能表现出胰岛素的效果。

## 结构与制备
硫酸氧钒最常见的制备方法是二氧化硫还原五氧化二钒（V2O5），
V2O5 +  7 H2O  + SO2  +  H2SO4   →  2 [V(O)(H2O)4]SO4
从水溶液中以五水合物的形式析出。但第五个水并没有直接连接到金属上，而是以配位化合物形态存在。离子呈八面体结构，有一个钒氧双键。
V=O键的键长为160 pm ，比V-OH2键短50pm。硫酸根在溶液中会迅速分散开。 
硫酸氧钒是被广泛用来制备其他氧钒基衍生物，例如：乙酰丙酮氧钒(IV)： 
[V(O)(H2O)4]SO4  +  2C5H8O2  +  Na2CO3 →  [V(O)(C5H7O2)2]  +  Na2SO4  +  5 H2O  + CO2
在酸性溶液中，氧化硫酸氧钒可以得到黄色的钒(V)的其他产物，例如，将锌分别加入到钒(III)和钒(II)的溶液中，可以观察到溶液变为绿色和蓝紫色。

## 自然界中的存在形态
同大多数水溶性硫酸盐一样，硫酸氧钒在自然界中含量极少。无水形式[β-VO(SO4)]最早发现于火山喷气孔。水合物形式也很少见，包括其六水合物、五水合物以及三水合物。

## 医学研究
硫酸氧钒因具有增强胰岛素敏感性潜在作用而被广泛应用于医学领域研究。然而，系统评价现有的文献没有发现任何有力证据证明口服补充钒可以改善血糖控制。钒治疗通常会导致胃肠道副作用，如腹泻。
硫酸氧钒也通常被称为保健品，用于增强体质。然而，钒对哺乳动物有没有生物学功能尚存争议，其增强体质的说法尚未得到证实。许多证据表明，运动员服用硫酸氧钒仅仅是心理安慰。 